# Награды и звания Нурсултана Назарбаева
Первый Президент Казахстана Нурсултан Назарбаев в силу занимаемой должности награждён многими наградами, почётными званиями и титулами, включая статус «Первый Президент Республики Казахстан — Елбасы», закреплённый в конституционном законе «О Первом Президенте Республики Казахстан — Елбасы» от 20 июля 2000 года.
Законом Республики Казахстан от 2 января 2012 года № 525-IV «О внесении дополнения в Закон Республики Казахстан „О государственных наградах Республики Казахстан“» статья 10 дополнена частью третьей: «Первый Президент Республики Казахстан — Лидер Нации по своему статусу обладает званием „Халық қаһарманы“ (Народный герой) с вручением знака особого отличия — Золотой звезды и ордена „Отан“».

## Государственные награды Казахстана
- Народный Герой с вручением знака особого отличия «Золотая звезда» и ордена «Отан» (20 марта 2019 года) — за исторический вклад в создание независимого Казахстана, выдающиеся заслуги в экономическом и социально-гуманитарном развитии страны, консолидации казахстанского общества[2]
- Герой Труда Казахстана с вручением знака особого отличия «Золотая звезда» (20 марта 2019)[3]

## Государственные награды СССР
- Орден Октябрьской Революции
- Медаль «За освоение целинных земель»
- Юбилейная медаль «70 лет Вооружённых Сил СССР»
- Медаль «В ознаменование 100-летия со дня рождения Владимира Ильича Ленина» (1970)
- Орден Трудового Красного Знамени (1972)
- Орден «Знак Почёта» (1972)

## Награды иностранных государств
- Памятный золотой орден «Манас-1000» и памятная золотая медаль (Кыргызстан, 28 августа 1995) — За активное участие в проведении торжественных мероприятий, посвящённых тысячелетию эпоса «Манас», и выдающийся вклад в укрепление дружбы и сотрудничества между народами Кыргызской Республики и Республикой Казахстан[4]
- Орден святого благоверного великого князя Димитрия Донского I степени (РПЦ, 13 ноября 1996) — за многополезную деятельность по восстановлению исторической справедливости — возвращение святынь православной церкви.
- Большой крест, декорированный большой лентой ордена «За заслуги перед Итальянской Республикой» (Италия, 4 мая 1997)[5]
- Медаль «В память 850-летия Москвы» (Россия, 6 сентября 1997)[6]
- Орден князя Ярослава Мудрого I степени (Украина, 13 октября 1997) — за выдающийся личный вклад в развитие дружбы и сотрудничества между Украиной и Республикой Казахстан[7]
- Орден Святого апостола Андрея Первозванного (Россия, 12 октября 1998) — за большой личный вклад в укрепление дружбы и сотрудничества между народами России и Казахстана[8]
- Орден «За выдающиеся заслуги» (Узбекистан, 31 октября 1998) — за огромный вклад в развитие отношений дружбы и взаимовыгодного сотрудничества между Узбекистаном и Казахстаном, дальнейшее углубление исторически сложившихся узбекско-казахских культурных, духовных и экономических связей, укрепление традиционных уз добрососедства узбекского и казахского народов[9].
- Большой крест ордена Звезда Румынии («Стяуа Ромынией») (Румыния, 9 ноября 1999) — в знак признания особого вклада в развитие взаимопонимания, мира и сотрудничества между Румынией и Республикой Казахстан[10].
- Большая звезда Почёта за заслуги перед Австрийской Республикой (Австрия, март 2000) — за выдающиеся заслуги в деле укрепления дружественных связей между Австрией и Казахстаном в экономической, политической и культурной областях.
- Большой крест ордена Витаутаса Великого (Литва, 5 мая 2000) — за личные усилия и заслуги в развитии межгосударственных связей между Литвой и Казахстаном и укреплении сотрудничества между народами обеих стран[11]
- Орден Исмоили Сомони (Таджикистан, 6 июля 2000) — за большие заслуги в углублении традиционных братских связей между народами Таджикистана и Казахстана, таджикско-казахстанских отношений, дружбы и взаимовыгодного сотрудничества, за важный вклад в установление мира в Таджикистане, а также за неустанные усилия по сближению народов Содружества Независимых Государств.
- Большой крест Ордена Святого Михаила и Святого Георгия (Великобритания, 15 ноября 2000) — в знак признания заслуг в деле ядерного разоружения.
- Большой крест ордена Спасителя (Греция, 16 июля 2001)[12]
- Орден Короля Томислава на ленте с большой звездой (Хорватия, 12 августа 2001) — за вклад в развитие дружественных связей между Республикой Хорватия и Республикой Казахстан[13].
- Золотая цепь ордена Пия (Ватикан, 11 октября 2001) — за «искусность и талантливость» в управлении государством, в знак благодарности за оказанный приём в Астане
- Золотой почётный орден Свободы (Словения, 16 мая 2002) — в признание заслуг в укреплении дружественных отношений между Республикой Словения и Республикой Казахстан[14].
- Орден Белого орла (Польша, 20 мая 2002) — в знак признания особых заслуг в развитии сотрудничества между Республикой Польша и Республикой Казахстан[15].
- Орден «Великого Бадра» (Саудовская Аравия, 3 марта 2004)[16]
- Большой крест ордена Леопольда I (Бельгия, 5 декабря 2006)
- Орден Независимости (Катар, 11 марта 2007)
- Орден Ахмата Кадырова (Чечня, Россия, 31 мая 2007) — за заслуги в сохранении и укреплении дружественных и братских отношений казахского и чеченского народов, сложившихся в период политических репрессий — депортации чеченского народа в Казахскую ССР в 1944 году, восстановлении и развитии социально-экономической сферы Чеченской Республики[17]
- Орден Двойного белого креста I степени (Словакия, 21 ноября 2007)[18]
- Юбилейная медаль «140 лет Сенату Парламента Румынии» (Румыния, 22 ноября 2007)
- Большой крест Ордена Заслуг с цепью (Венгрия, 23 ноября 2007)
- Орден «Великого Нила» (Египет, 17 мая 2008)
- Большой крест ордена Почётного легиона (Франция, 11 июня 2008)
- Большой крест ордена Дубовой короны (Люксембург, 27 июня 2008)[19]
- Орден Хризантемы на Большой ленте (Япония, 19 июня 2008)
- Орден Драгоценного жезла (Монголия, 6 августа 2008)
- Большой крест ордена Трёх звёзд с цепью (Латвия, 1 октября 2008)[20]
- Орден Заида (ОАЭ, 16 марта 2009)
- Большой крест ордена Белой розы (Финляндия, 24 марта 2009)
- Орден «Мугунхва» («Вечно цветущая роза») (Республика Корея, 13 мая 2009)
- Орден Турецкой Республики Первого класса (Турция, 22 октября 2009)
- Орден Славы и чести (РПЦ, 18 января 2010) — за большой вклад в межрелигиозное сотрудничество, в дело укрепления мира и дружбы между народами[21]
- Орден Свободы (Украина, 2 июля 2010) — за выдающийся личный вклад в развитие украинско-казахстанского сотрудничества[22][23].
- Цепь ордена Креста земли Марии (Эстония, 18 апреля 2011)[24][25]
- Лента ордена Республики Сербия (указ от 25 февраля 2013, вручен 25 августа 2015[26]) — за заслуги в развитии и укреплении мирного сотрудничества и дружественных отношений между Сербией и Республикой Казахстан
- Большой Крест ордена Святого Карла (Монако, 27 сентября 2013)[27]
- «Почётный старейшина народа» Туркменистана (Туркменистан, 2 декабря 2014) — за особые заслуги в укреплении дружественных связей между Туркменистаном и Республикой Казахстан, упрочении единства и сплочённости двух братских народов в соответствии с традиционными отношениями добрососедства и духовной близости, а также учитывая большой личный вклад в расширение многолетнего сотрудничества между двумя государствами в политической, экономической, научно-образовательной и культурной сферах[28]
- Медаль «За заслуги в укреплении международной безопасности» (Россия, Совет Безопасности, 18 февраля 2015)[29]
- Орден Александра Невского (Россия, 8 июня 2015) — за большие заслуги в развитии многопланового российско-казахстанского сотрудничества, активный вклад в двустороннее взаимодействие по продвижению евразийских интеграционных процессов[30]
- Орден Дружбы народов (Белоруссия, 19 июня 2015) — за значительный личный вклад в развитие дружественных отношений и стратегического сотрудничества между Республикой Беларусь и Республикой Казахстан[31][32]
- Орден «Манас» I степени (Кыргызстан, 2 июля 2015) — за большие заслуги в развитии союзнических отношений и стратегического партнёрства между Кыргызской Республикой и Республикой Казахстан, укреплении дружбы и добрососедства между народами двух стран[33]
- Орден «Гази Аманулла-Хан» (Афганистан, 9 июля 2015 года)[34]
- Орден Сергия Радонежского I степени (РПЦ, 21 декабря 2015)[35]
- Святого Саввы I степени (Сербская православная церковь, 25 августа 2016)[36]

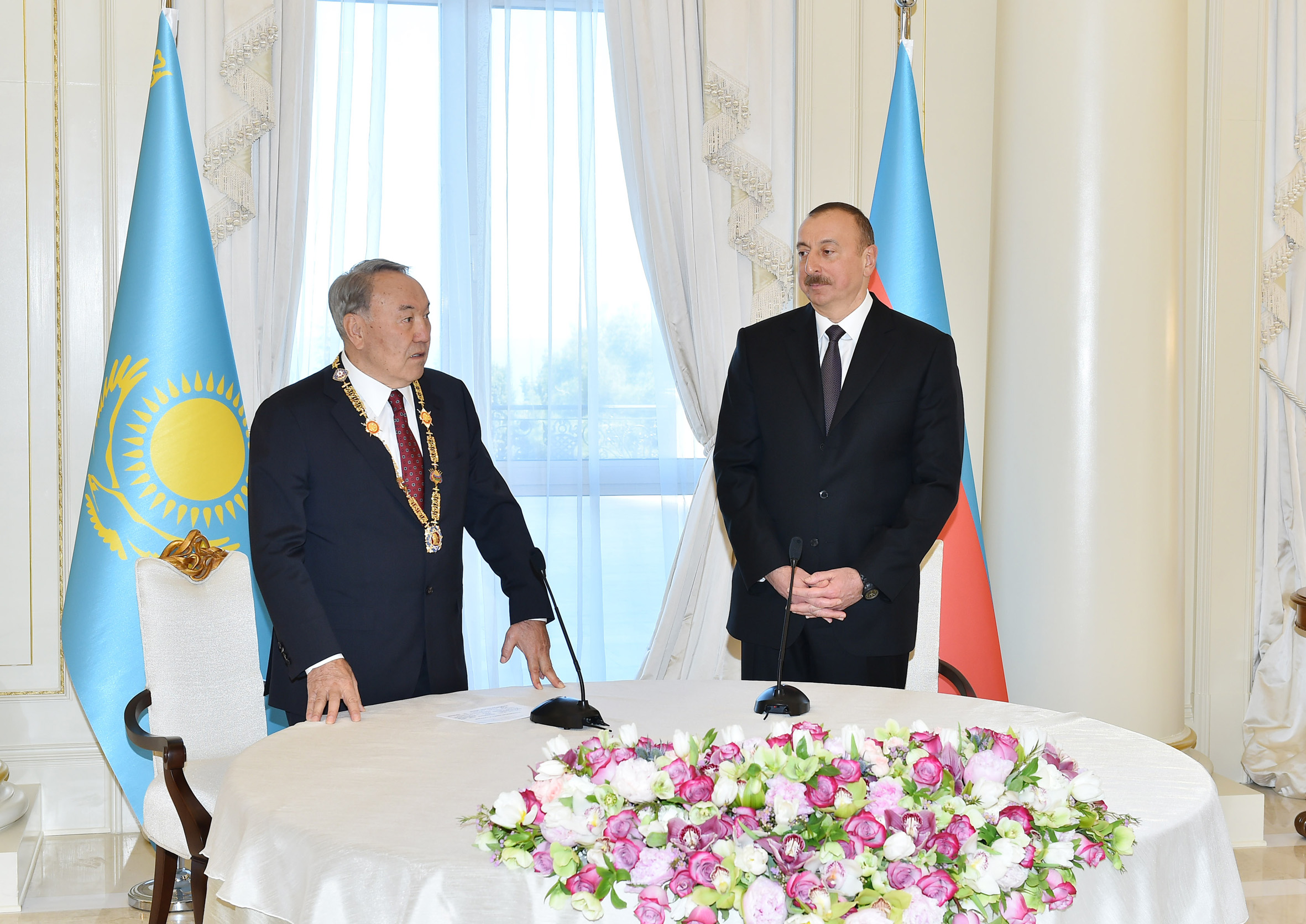
Награждение Назарбаева орденом «Гейдар Алиев» во время его официального визита в Азербайджан в 2017 году

- Орден «Гейдар Алиев» (Азербайджан, 3 апреля 2017) — за особые заслуги в развитии дружественных связей и сотрудничества между Республикой Казахстан и Азербайджанской Республикой[37]
- Орден «За заслуги перед Республикой Татарстан» (Татарстан, Россия, 12 июня 2017)[38]
- Цепь ордена Изабеллы Католической (Испания, 17 июля 2017)[39]
- Орден «Уважаемому народом и Родиной» (Узбекистан, 15 сентября 2017) — за великие заслуги в углублении и расширении традиционных отношений дружбы и стратегического партнёрства между нашими странами, а также укрепления международного сотрудничества во имя мира и прогресса[40][41]
- Цепь ордена Республики Сербия (указ от 9 октября 2018[42])
- Орден Дружбы (Китай, 28 апреля 2019)[43]
- Орден «Алғыс» (Митрополичий округ в Республике Казахстан, 2021)[44]

## Казахстанские юбилейные медали
- Медаль «Астана»
- Медаль «10 лет независимости Республики Казахстан»
- Медаль «10 лет Вооружённых сил Республики Казахстан»
- Медаль «В ознаменование 100-летия железной дороги Казахстана»
- Медаль «10 лет Конституции Республики Казахстан»
- Медаль «10 лет Парламенту Республики Казахстан»
- Медаль «50 лет Целине»
- Медаль «10 лет Астане»
- Медаль «20 лет независимости Республики Казахстан»
- Медаль «20 лет Вооружённых сил Республики Казахстан»
- Медаль «20 лет Ассамблеи народа Казахстана» в золоте[45]
- Медаль «20 лет Конституции Республики Казахстан»
- Медаль «25 лет независимости Республики Казахстан»
- Медаль «25 лет Комитету национальной безопасности Республики Казахстан»
- Медаль «20 лет Астане»[46]

## Научные звания
- Доктор экономических наук. Защитил в 1992 году в Российской академии управления (г. Москва) докторскую диссертацию на тему: «Стратегия ресурсосбережения в условиях становления и развития рыночных отношений».
- Академик Международной инженерной академии (1993)
- Академик Академии социальных наук Российской Федерации (февраль 1994).
- Академик Национальной академии наук Республики Казахстан (1995).
- Почётный профессор Казахского государственного национального университета имени Аль-Фараби.
- Иностранный член Белорусской академии наук (январь 1996).
- «Почётный доктор КИМЭП» (22 ноября 1995)
- Первый почётный иностранный профессор бизнес-колледжа при Восточно-Казахстанском государственном университете, созданного Международной христианской студенческой организацией, которая объединяет более 600 университетов США и Канады. (20 апреля 1996)
- Почётный профессор Московского государственного университета имени М. В. Ломоносова (14 мая 1996)
- Почётный член Национальной академии прикладных наук России (декабрь 1997)
- Почётный доктор политологии Билькентского университета (Анкара, Турция, 15 июня 1998)
- Академик Международной академии информатизации (24 марта 1999)
- Академик Международной академии технологических наук (26 октября 1999)
- Почётный член Исламской академии наук (30 апреля 2002)
- Почётный доктор Пекинского университета (24 декабря 2002)[47]
- Почётный доктор Московского государственного университета имени М. В. Ломоносова (2003)[48]
- Почётная степень Технологического института Южной Альберты в сфере прикладных технологий (Канада, 26 июня 2003)
- Почётный профессор Кембриджского университета (22 апреля 2004)
- Почетный профессор Казахстанско-Американского Свободного Университета (Усть-Каменогорск)
- почётный доктор Российского государственного социального университета (2006)[49].
- Почётный доктор МГИМО (2007)
- Почётный доктор Корейского университета (Республика Корея, 23 апреля 2010)[50]
- Почетный доктор Уральского федерального университета (Екатеринбург, Россия, 16 сентября 2015)[51]
- Почётный доктор Казанского федерального университета (Казань, Россия, 15 июня 2018)[52]

## Почётные звания
- Почётный председатель Фонда дружбы народов Средней Азии и Казахстана.
- Председатель Всемирной ассоциации казахов (1992)
- Председатель Ассамблеи народа Казахстана. (1995)
- «Человек года» (Международная ассоциация содействия возрождению духовности «Руханият», 1993)
- «Человек века» (Общественный совет, образованным международным фондом Абылай хана, Казахским обществом охраны памятников истории и культуры и фондом «Алтын Адам», февраль 2000)
- Почётный железнодорожник (2012)
- Почётный металлург Казахстана (Ассоциация горнодобывающих и горно-металлургических предприятий, 2014)[53]

## Почётный гражданин
- Темиртау (26 ноября 1991)
- Дулут (1991)
- Алма-Ата (13 ноября 1995)
- Бухарест, с вручением символических ключей от города (22 сентября 1998)
- Астана (декабрь 1998)
- Караганда (12 декабря 2001)
- Мангистауской области (27 августа 2008)[54]
- Хайнань (апрель 2009, первый удостоенный данного звания[55][56])

## Общественные награды
- Золотая медаль Гильдии экономического развития и маркетинга города Нюрнберга (16 ноября 1993)
- Премия международного форума Кранс-Монтана (23 января 1996)
- Специальный приз Международного форума Кранс-Монтана-96 за вклад в дело развития прогресса (22 июня 1996)
- Золотой Олимпийский орден (1997)
- По Международному Реестру Звёзд именем Н. А. Назарбаева 6 июля 1997 года. названа звезда номер — Персеус RA 3h 23v Osd 40* 43,. Зарегистрирована в Международном Регистрационном своде звёзд в Швейцарии и записана в Астрономическом сборнике США, том 5.
- Медаль Казахского государственного национального университета имени Аль-Фараби за номером 1 (5 января 1998)
- Награда «За международное понимание» индийского фонда «Юнити интернэшнл» (9 мая 1998)
- Премия «За вклад в развитие отношений между народами тюркского мира», приуроченная к 75-летию Турецкой Республики (28 декабря 1998)
- Знамя Мира — официально утверждённый символ первого международного договора об охране художественных и научных учреждений и исторических памятников (Пакта Рериха) (5 января 1999)
- Премия «За служение Тюркскому миру» за 1998 год, учреждённая общественной организацией «Фонд писателей и деятелей искусств Тюркского мира» (8 июня 1999)
- Золотая медаль и почётный диплом Международного авиационного комитета «За особый вклад в развитие авиации СНГ» (22 июля 1999)
- Премия «Золотой Атлант» (26 октября 1999)
- Премия «Голубь мира», учреждённая Клубом ЮНЕСКО Додеканесских островов (июль 1999)
- Диплом международного фонда избирательных систем «За выдающийся вклад в продвижение демократии» (декабрь 1999)
- Золотой орден международной Ассоциации олимпийского бокса (31 мая 2002)
- Лауреат Международной премии с вручением медали «За вклад в развитие СНГ» (Международный совет оргкомитета конкурса «Международный олимп», 17 апреля 2003)
- Премия им. Л. Гумилева и золотая медаль Евразийского национального университета им. Л. Гумилёва (28 июня 2003)
- Лауреат Международной премии имени Маймонида (Международный комитет премии им. Маймонида, объединяющий представителей ведущих еврейских организаций и общин мира (сентябрь 2004)
- Орден Петра Великого I-й степени (Академия проблем безопасности, обороны и правопорядка, 5 октября 2004)
- Почётная юбилейная награда Словацкой Республики «Золотой Биатек-2007»
- Орден Олимпийского Совета Азии (28 мая 2007)
- Лауреат Международной премии мира, учреждённой Юго-Восточным университетом «Нова» (29 августа 2007)

- Н. А. Назарбаеву вручена медаль Международной академии технологических наук, изготовленная из ниобия — сверхпрочного металла, который ценится в мире дороже золота. Этой высокой награды, учрёжденной 10 лет назад, удостоены пока всего 10 человек, среди которых дважды лауреат Нобелевской премии Уильям Поллинг, генеральный директор ООН по промышленному развитию (ЮНИДО) Карлос А. Магариньос, председатель правления ОАО «Газпром» Рем Вяхирев.
- Высшая награда Национального олимпийского комитета КНР (16 апреля 2009)
- Премия мира и превентивной дипломатии (13 апреля 2010, Институт «Восток — Запад»)[57].
- Медаль за вклад в закрытие Семипалатинского ядерного полигона (2011, Общественная организации «Союз-Семипалатинск», Новосибирская область, Россия)[58]
- Золотая звезда Героя казачьего народа Украины (21 апреля 2014)[59]
- Лауреат премии Муз-ТВ «за вклад в жизнь» (5 июня 2015)[60]
- Золотой знак и Почётная грамота Союза переселенческих организаций Германии (7 июля 2015)[61]
- Памятная медаль «20 лет КСГП СНГ» (август 2015)[62]
- «Звезда Московского университета» — высшая награда МГУ им. М. В. Ломоносова (11 марта 2020)[63]
- Высший орден Тюркского мира (2020)[64]
- Почётный диплом Международного фонда по сотрудничеству и партнёрству Каспийское море — Чёрное море[65]
- Орден «За возрождение Украины» (Украинский фонд научно-экономического и юридического сотрудничества)[66]